# Żelechów

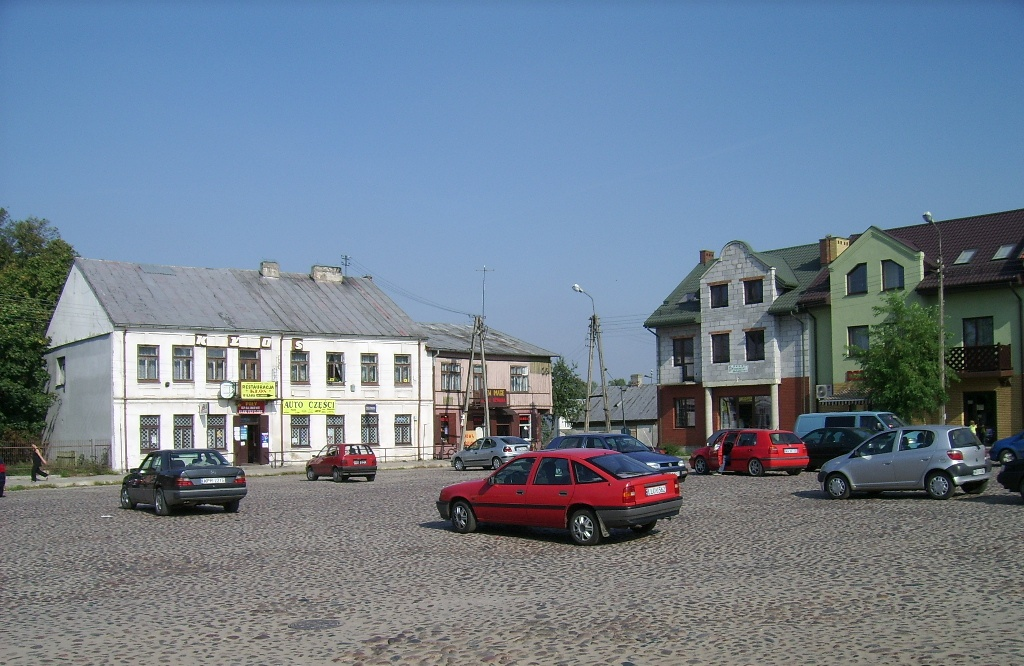
Torg

Żelechów [ʐɛ'lɛxuf] är en stad i sydöstra Polen med 4 028 invånare, belägen 85 kilometer sydöst om Warszawa.